# Authaeretis eridora
Authaeretis eridora là một loài bướm đêm trong họ Crambidae.